# 西野忠臣
西野 忠臣（にしの ただおみ、1941年3月10日 - ）は、広島県出身の元プロ野球選手（内野手）、元競輪選手。

## 来歴・人物
広島県立忠海高等学校ではエース。卒業後は1959年に巨人に入団し内野手に転向する。1961年に土屋正孝が国鉄にトレードされたため、藤本伸・塩原明らと二塁手の定位置を争い15試合に先発出場。しかし、打撃面で伸び悩み、肘の故障もあって1963年限りで引退した。通算46打数7安打、打率.152 。
引退後、当時巨人のスカウトだった沢田幸夫が競輪ファンだった縁で、競輪選手養成のために、養成塾を開いていた小林三郎（期前）に弟子入りし、競輪に転身。日本競輪学校第20期生となる。なお、スピードスケートから転身した伊藤繁（日本競輪学校第21期生）も、小林養成塾の門下生で、一緒に競輪選手を目指して練習に励んだ間柄だった。
同校卒業後、日本競輪選手会神奈川支部に所属していたが、同期の代表的選手である吉川多喜夫も同じく神奈川支部にいた。後に、同選手会静岡支部に転籍した。
1973年と1974年の競輪王戦において決勝進出（いずれも7着）の実績がある。1982年の高松宮杯競輪が最後の特別競輪参加となったが、その頃まで、常時特別競輪への出場機会を得ていた。1984年2月8日に選手登録削除された。

## 逸話
プロ野球選手時代から足腰が強かったとして、以下のエピソードがある。
- 1961年ごろの春季キャンプの初日に、藤本健作・大熊伸行・加田次男らと合宿所でユニフォーム姿のままで花札（コイコイ）に興じていたところを、二軍監督の武宮敏明に見つかって、「神聖なるキャンプ初日に、合宿で、神聖なユニフォームを着たまま、なんちゅうことを！」と大目玉を食らう。翌日四人は多摩川グランドで「5時間走りっぱなしの刑」を執行されたが、西野だけは5時間走りきったという。

## 詳細情報

### 年度別打撃成績
| 年 度     | 球 団     | 試 合 | 打 席 | 打 数 | 得 点 | 安 打 | 二 塁 打 | 三 塁 打 | 本 塁 打 | 塁 打 | 打 点 | 盗 塁 | 盗 塁 死 | 犠 打 | 犠 飛 | 四 球 | 敬 遠 | 死 球 | 三 振 | 併 殺 打 | 打 率 | 出 塁 率 | 長 打 率 | O P S |
| --------- | --------- | ----- | ----- | ----- | ----- | ----- | -------- | -------- | -------- | ----- | ----- | ----- | -------- | ----- | ----- | ----- | ----- | ----- | ----- | -------- | ----- | -------- | -------- | ----- |
| 1960      | 巨人      | 1     | 1     | 1     | 0     | 0     | 0        | 0        | 0        | 0     | 0     | 0     | 0        | 0     | 0     | 0     | 0     | 0     | 1     | 0        | .000  | .000     | .000     | .000  |
| 1961      | 巨人      | 47    | 43    | 41    | 6     | 6     | 0        | 0        | 0        | 6     | 1     | 4     | 3        | 0     | 0     | 1     | 0     | 1     | 8     | 1        | .146  | .186     | .146     | .332  |
| 1962      | 巨人      | 22    | 0     | 0     | 3     | 0     | 0        | 0        | 0        | 0     | 0     | 3     | 2        | 0     | 0     | 0     | 0     | 0     | 0     | 0        | ----  | ----     | ----     | ----  |
| 1963      | 巨人      | 10    | 4     | 4     | 1     | 1     | 0        | 0        | 0        | 1     | 2     | 0     | 1        | 0     | 0     | 0     | 0     | 0     | 2     | 0        | .250  | .250     | .250     | .500  |
| 通算：4年 | 通算：4年 | 80    | 48    | 46    | 10    | 7     | 0        | 0        | 0        | 7     | 3     | 7     | 6        | 0     | 0     | 1     | 0     | 1     | 11    | 1        | .152  | .188     | .152     | .340  |

### 背番号
- 48 （1959年 - 1963年）